# Anthony Mfa Mezui
Anthony Mfa Mezui (* 7. März 1991 in Beauvais, Frankreich) ist ein gabunisch-französischer Fußballtorhüter.

## Karriere

### Verein
Mfa Mezui startete seine Karriere beim AS Beauvais Oise und wechselte 2007 in die B-Jugend des FC Metz. Nach nur einer Saison in der U-17 von Metz, wurde er in die Championnat de France Amateur spielenden Reserve befördert. Hier gab er am 8. November 2008 sein Seniordebüt gegen Union Sportive du Littoral de Dunkerque. Am 6. Juli 2011 unterschrieb er seinen ersten Profi-Vertrag beim FC Metz, der bis zum 30. Juni 2014 lief.
Mezui feierte am 20. Februar 2012 sein Profi-Debüt für den FC Metz in der Ligue 2 gegen den FC Nantes. Die Saison 2015/16 verbrachte er leihweise beim RFC Seraing in Belgien und anschließend ging er fest zu Red Star Paris. Nachdem Mezui drei Jahre bei südafrikanischen Vereinen Highlands Park FC, Tshakhuma Tsha Madzivhandila sowie Bloemfontein Celtic aktiv war, schloss er sich im Sommer 2019 Fünftligist US Sarre-Union in Frankreich an. 
Doch schon ein Jahr später wechselte der Torhüter weiter zum luxemburgischen Erstligisten FC Rodingen 91. Dort schoss der Torhüter am 5. April 2023 im Zweitligaspiel gegen Jeunesse Junglinster per Elfmeter den 2:1-Siegtreffer in der Nachspielzeit. Nach insgesamt 118 Ligaspielen ging Mfa Mezui im Sommer 2025 weiter zum französischen Amateurverein CS Sedan.

### Nationalmannschaft
Mit der U-17-Nationalmannschaft nahm er an der Europameisterschaft 2008 in der Türkei teil und erreichte dort das Finale, welches man mit 0:4 gegen Spanien verlor. Der Torhüter stand dabei in allen fünf Turnierbegegnungen auf dem Platz. Mezui absolvierte im folgenden Jahr noch ein Spiel für die U-19-Auswahl, ehe er sich für eine Laufbahn in der gabunischen Auswahl entschied.
Sein Debüt für die A-Nationalmannschaft von Gabun bestritt er am 19. Mai 2010 bei einem Freundschaftsspiel gegen Togo (3:0). Er stand im Aufgebot Gabuns bei den Olympischen Sommerspielen 2012 in London, wurde aber in keinem Spiel eingesetzt. Zehn Jahre später wurde er beim Afrika-Cup 2022 als Ersatztorhüter nominiert, kam dort allerdings auch zu keiner Partie. Bei der Achtelfinalniederlage gegen Burkina Faso erhielt er auf der Bank sitzend eine Gelbe Karte.